# ヒル (小惑星)
ヒル (1642 Hill) は、小惑星帯にある小惑星。ハイデルベルクのケーニッヒシュトゥール天文台でカール・ラインムートが発見した。
アメリカ合衆国の天文学者、数学者のジョージ・ウィリアム・ヒルに因んで命名された。